# Всеобщие выборы в Замбии (1991)
Всеобщие выборы в Замбии проходили 31 октября 1991 года для избрания президента и депутатов Национальной ассамблеи. Это были первые многопартийные выборы с выборов 1968 года и только вторые многопартийные выборы с момента обретения Замбией независимости в 1964 году. Объединённая партия национальной независимости, возглавлявшая страну с момента обретения независимости (с 1973 по 1990 год как единственная легальная партия), была полностью разгромлена оппозиционным Движением за многопартийную демократию. Кеннет Каунда, который был президентом с момента обретения независимости, на президентских выборах потерпел сокрушительное поражение от Фредерика Чилубы, в то время как Движение за многопартийную демократию получило 125 из 150 избранных мест в Национальной ассамблее расширенного состава. Явка избирателей составила 45 %.

## Предвыборная обстановка
В 1973 году Каунда объявил свою Объединённую партию национальной независимости единственной законно разрешённой партией в Замбии. С тех пор и до 1990 года правительство и партия были фактически единым целым. Каждые пять лет Каунда автоматически избирался президентом на пятилетний срок в силу того, что он был лидером единственной партии. Избиратели также выбирали из трёх кандидатов, которые являлись членами ОПНН, на каждое из 125 мест в Национальном собрании.
Однако к лету 1990 года недовольство достигло апогея. В июле, после трёх дней беспорядков в Лусаке, Каунда объявил, что референдум по однопартийной системе будет проведён в октябре. Этого было недостаточно, чтобы помешать недовольному армейскому офицеру Мвамбе Лучембе предпринять попытку переворота в течение нескольких часов после объявления. Переворот продолжался лишь три-четыре часа, но, тем не менее, значительно ослабил Каунду. После попытки государственного переворота оппозиция утверждала, что первоначальная дата референдума не давала достаточно времени для регистрации избирателей. В ответ Каунда отложил референдум до августа 1991 года.
Каунда яростно выступал против многопартийной системы, утверждая, что она вызовет насилие и разожжёт межплеменные разногласия. Однако в ответ на требования оппозиции он отменил референдум в сентябре и вместо этого поддержал поправки к конституции, которые положат конец монополии Объединённой партии национальной независимости на власть. Он также объявил, что всеобщие выборы, намеченные на 1993 год, будут перенесены на 1991 год. В декабре Каунда подписал необходимые поправки к закону. Вскоре после этого Движение за многопартийную демократию, группа давления, созданная ранее в том же году под руководством председателя Конгресса профсоюзов Замбии Фредерика Чилубы, зарегистрировалось как политическая партия.

## Результаты

### Президентские выборы
| Кандидат                            | Кандидат                            | Партия                                         | Голоса    | %     |
| ----------------------------------- | ----------------------------------- | ---------------------------------------------- | --------- | ----- |
|                                     | Фредерик Чилуба                     | Движение за многопартийную демократию          | 972 605   | 75,77 |
|                                     | Кеннет Каунда                       | Объединённая партия национальной независимости | 311 022   | 24,23 |
| Всего                               | Всего                               | Всего                                          | 1 283 627 | 100   |
| Действительных бюллетеней           | Действительных бюллетеней           | Действительных бюллетеней                      | 1 283 627 | 96,87 |
| Недействительных/пустых бюллетеней  | Недействительных/пустых бюллетеней  | Недействительных/пустых бюллетеней             | 41 531    | 3,13  |
| Всего голосов                       | Всего голосов                       | Всего голосов                                  | 1 325 158 | 100   |
| Зарегистрированных избирателей/Явка | Зарегистрированных избирателей/Явка | Зарегистрированных избирателей/Явка            | 2 924 505 | 45,31 |
| Источник: ECZ                       |                                     |                                                |           |       |

### Выборы в Национальную ассамблею
|                                       |                                            |           |       |       |       |  |  |  |  |
| Партия                                | Партия                                     | Голоса    | %     | Места | +/-   |  |  |  |  |
|                                       | Движение за многопартийную демократию      | 931 945   | 74,01 | 125   | новая |  |  |  |  |
|                                       | Объединённая партия национального развития | 314 711   | 24,99 | 25    | -100  |  |  |  |  |
|                                       | Национальный демократический альянс        | 1 695     | 0,13  | 0     | новая |  |  |  |  |
|                                       | Национальная демократическая партия        | 803       | 0,06  | 0     | новая |  |  |  |  |
|                                       | Демократическая партия                     | 120       | 0,01  | 0     | 0     |  |  |  |  |
|                                       | Независимые                                | 9 862     | 0,78  | 0     | новые |  |  |  |  |
|                                       | Назначаемые члены                          |           |       | 8     | -2    |  |  |  |  |
|                                       | Назначаемый спикер                         |           |       | 1     | -     |  |  |  |  |
| Всего                                 | Всего                                      | 1 259 136 | 100   | 159   | +23   |  |  |  |  |
| Действительных бюллетеней             | Действительных бюллетеней                  | 1 259 136 | 96,42 | -     | -     |  |  |  |  |
| Недействительных/пустых бюллетеней    | Недействительных/пустых бюллетеней         | 46 787    | 3,58  | -     | -     |  |  |  |  |
| Всего голосов                         | Всего голосов                              | 1 305 923 | 100   | -     | -     |  |  |  |  |
| Зарегистрированных избирателей / Явка | Зарегистрированных избирателей / Явка      | 2 875 960 | 45,41 | -     | -     |  |  |  |  |
| Источники: ECZ                        |                                            |           |       |       |       |  |  |  |  |